# Локян, Давид Арсенович
Дави́д Арсе́нович Локя́н (арм. Դավիթ Արսենի Լոքյան; род. 20 января 1958, Богдановка) — армянский государственный и хозяйственный деятель.

## Биография
1974—1979 — Кироваканский государственный педагогический институт. Биолог-химик.
1982—1988 — аспирант института биологии академии наук Армянской ССР. Кандидат биологических наук.
1979—1982 — младший научный сотрудник кафедры биологии Кироваканского государственного педагогического института.
1986—1995 — заведующий лабораторией кафедры физкультуры, старший преподаватель, заведующий кафедрой физиологии человека и медицины Кироваканского государственного педагогического института.
1995—1999 — руководитель аналитического программного центра «Интеллектуал».
1998—1999 — заместитель губернатора Лорийской области.
30 мая 1999 — избран депутатом парламента. Член постоянной комиссии по финансово-бюджетным, кредитным и экономическим вопросам. Руководитель фракции «АРФД».
2001—2003 — был министром градостроительства Армении.
2003—2008 — министр сельского хозяйства Армении.
24 февраля 2016 года указом Президента Армении назначен министром территориального управления и развития Республики Армения.
19 апреля 2018 года Локян стал министром территориального управления и развития Армении в правительстве Сержа Саргсяна. 23 апреля в результате протестов Саргсян покинул должность и и. о. премьера стал Карен Карапетян, а Локян остался на своей должности в качестве исполняющего обязанности. Спустя три дня Давид Локян подал в отставку.

## Награды
- Медаль «За заслуги перед Отечеством» II степени
- Медаль Анании Ширакаци
- Медаль «Вачаган Барепашт»
- памятная медаль Премьер-министра Армении